# إسحاق جولدسميد
السير إسحاق ليون جولدسميد، البارون الأول جولدسميد (بالإنجليزية: Sir Isaac Lyon Goldsmid, 1st Baronet) ـ (13 يناير 1778 – 27 أبريل 1859) كان ممولًا بريطانيًا ومن أبرز الشخصيات في حركة تحرر اليهود في المملكة المتحدة. ويُعد أول يهودي بريطاني يحصل على لقب وراثي.

## حياته المبكرة
وُلِد جولدسميد في لندن عام 1778 لعائلة يهودية سفاردية. تلقى تعليمه في مدارس المجتمع المحلي، ثم التحق بأعمال العائلة المالية والتجارية، وأصبح شريكًا في شركة Moses & Son، التي كانت تعمل في مجال التمويل وتجارة المعادن الثمينة.

## الحياة المهنية
أثبت جولدسميد كفاءة كبيرة في المجال المالي، وحقق نجاحًا ملحوظًا في العمليات البنكية وصفقات القروض، ما جعله من أبرز الممولين البريطانيين في عصره. ساهم في تمويل مشاريع البنية التحتية والسكك الحديدية، كما شغل مناصب مؤثرة في عدد من الشركات والمؤسسات المالية.

## دوره في تحرر اليهود
لعب جولدسميد دورًا بارزًا في تحرير اليهود في بريطانيا خلال القرن التاسع عشر. كان من الداعمين الأوائل لحركة الإصلاح التي هدفت إلى إزالة القيود المدنية والدينية المفروضة على اليهود في البلاد. بذل جهودًا دبلوماسية وسياسية كبيرة لإقناع الحكومة والبرلمان البريطاني بتمرير التشريعات التي تكفل المساواة لليهود، وكان له تأثير مباشر في تحقيق بعض النجاحات البارزة في هذا المجال.

## الألقاب والتكريم
في عام 1841، مُنح جولدسميد لقب بارونيت (لقب وراثي)، ليصبح بذلك أول يهودي بريطاني يحصل على هذا النوع من الألقاب في تاريخ البلاد. وقد مُنح هذا اللقب تقديرًا لمساهماته الكبيرة في المجالات الاقتصادية والاجتماعية.

## النشاطات الخيرية والتعليمية
كان جولدسميد من كبار الداعمين للتعليم والأنشطة الخيرية. ساهم في تأسيس كلية لندن الجامعية (UCL)، وكان مؤمنًا بأهمية التعليم المتاح لعموم المجتمع، بغض النظر عن الخلفية الدينية أو الطبقية. كما دعم العديد من المشاريع الخيرية التي تهدف إلى تحسين أوضاع اليهود في بريطانيا وخارجها.

## وفاته
توفي جولدسميد في برايتون بتاريخ 27 أبريل 1859 عن عمر ناهز 81 عامًا، وترك خلفه إرثًا مؤثرًا في الحياة المالية والسياسية والاجتماعية البريطانية، خاصة في ما يتعلق بحقوق الأقليات الدينية.